# Manfred Bukofzer
Manfred Fritz Bukofzer (Oldenburg, 1910. március 27. – Berkeley, 1955. december 7.) német származású amerikai zenetudós.

## Életútja
Manfred Fritz Bukofzer a Heidelbergi Egyetemen és a berlini Stern-konzervatóriumban tanult, de 1933-ban elhagyva Németországot, Svájcba ment, ahol 1936-ban a Bázeli Egyetemen doktorált, majd 1939-ben az Amerikai Egyesült Államokba költözött és amerikai állampolgár lett. A Berkeley-i Kaliforniai Egyetemen tanított 1941-től mielóma multiplexben bekövetkezett korai haláláig.

## Pályafutása
Bukofzer leginkább a régi zene, különösen a barokk korszak történészeként ismert. Music in the Baroque Era című könyve máig a téma egyik standard referenciaműve, bár egyes modern történészek azt állítják, hogy a könyv németes elfogultságot mutat - például azzal, hogy bagatellizálja az opera (olasz eredetű) jelentőségét a zenei stílus 17. századi fejlődése során.
A barokk zene mellett a 14-16. századi angol zene és zeneelmélet szakértője volt. Egyéb tudományos érdeklődési körébe tartozott a dzsessz és az etnomuzikológia. Manfred Fritz Bukofzer ezenkívül a Berkeley-n töltött ideje alatt több sikeres operát is vezényelt, köztük a Koldusoperát, a Dido és Aeneast és a Falusi borbélyt.
Befolyásos tanítványai között volt Leonard Ratner. Felesége Ilse Kämmerer volt.

## Válogatott bibliográfia
- Bukofzer, Manfred (1936). „Über Leben und Werke von Dunstable” [Dunstable életéről és műveiről]. Acta Musicologica (németül). 8 (3/4): 102-119. doi:10.2307/932037. JSTOR 932037 - via JSTOR. (németül)
- Bukofzer, Manfred R. (1947). Zene a barokk korszakban: Monteverditől Bachig. New York: W. W. Norton & Company. OCLC 318558558. (angolul)
- Bukofzer, Manfred R. (1950). [https://archive.org/details/studiesinmedieva00buko Tanulmányok a középkori és reneszánsz zenéről}. New York: W. W. Norton & Company. ISBN 9780393002416. OCLC 599423 - az Internet Archive-on keresztül. (angolul)
- Bukofzer, Manfred (1954). „John Dunstable: A Quincentenary Report”. The Musical Quarterly. 40 (1): 29-49. doi:10.1093/mq/XL.1.29. JSTOR 739701 - via JSTOR

## Fordítás
- Ez a szócikk részben vagy egészben  a   Manfred Bukofzer című angol Wikipédia-szócikk fordításán alapul.  Az eredeti cikk szerkesztőit annak laptörténete sorolja fel. Ez a jelzés csupán a megfogalmazás eredetét és a szerzői jogokat jelzi, nem szolgál a cikkben szereplő információk forrásmegjelöléseként.

## Külső hivatkozások
- Manfred Bukofzer publikációinak jegyzéke a Digital Image Archive of Medieval Music oldalon.
- Bukofzer-gyűjtemény a Berkeley-i Kaliforniai Egyetemen